# (451657) 2012 WD36
(451657) 2012 WD36 est un transneptunien faisant partie des objets épars, de magnitude absolue 6,8.
Son diamètre est estimé à 180 km.